# Cargolet dorsigrís
El cargolet dorsigrís (Odontorchilus branickii) és un ocell de la família dels troglodítids (Troglodytidae).

## Hàbitat i distribució
Habita la selva pluvial dels Andes, al sud-oest i sud de Colòmbia, nord-oest i est de l'Equador, est del Perú i oest de Bolívia.